# 微孢子蟲病
微孢子蟲病（Microsporidiosis）是微孢子蟲對人或其他哺乳類造成的感染。微孢子蟲是一類單細胞真菌，為細胞內寄生物，過去曾被認為是原生生物，現已被確定為真菌。已知至少有15種（共9個屬）的微孢子蟲可感染人類，其中以比氏肠细胞虫為大宗，其次為腦炎微孢子蟲屬物種（肠脑炎微孢子虫與兔腦炎微孢子蟲），另外尚有Anncaliia、Trachipleistophora、Nosema、Pleistophora等屬的物種可能造成感染。微孢子蟲主要感染愛滋病患等免疫缺乏者，但少數情況下也能感染免疫正常者，症狀因感染物種與途徑而異，感染免疫缺乏者的症狀包括腸道、眼睛、肌肉或全身性的感染，若瀰漫至全身則可能致死；感染免疫正常者的症狀則大多為自限性的腹瀉。
微孢子蟲可透過吸入孢子、受污染的食物或飲水、接觸野生動物、糞口傳染、傷口感染或性行為等數種途徑感染人類，在其他動物中可發生垂直傳染，在人類中則尚無觀察到此途徑。此病的初步診斷可以顯微鏡觀察病人組織或糞便樣本判斷，微孢子蟲的孢子呈革蘭氏染色陽性且可抗酸。確切診斷需使用電子顯微鏡或免疫螢光染色，判斷具體致病的物種則需使用PCR。此病可使用烟曲霉素或阿苯達唑治療。

## 研究歷史

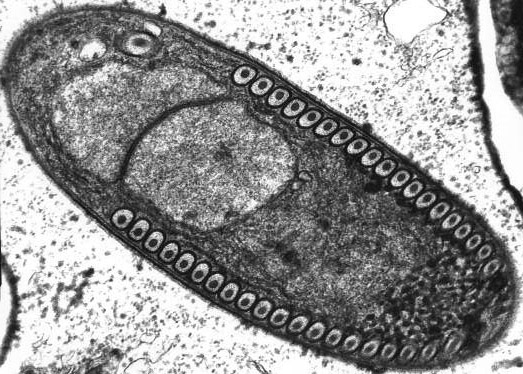
微孢子蟲的孢子

早在1924年就有學者提出微孢子蟲可能可感染人類，但在1980年代愛滋病出現以前僅有零星人類感染個案報導，1927年與1937年分別有一例疑似感染病例，首例確診者是1959年日本一名被腦炎微孢子蟲感染的9歲男童。兔腦炎微孢子蟲感染實驗動物的案例則偶爾出現。隨後微孢子蟲病病例隨愛滋病疫情擴散而漸增，在許多地區為新興病原，感染對象包括兒童、老人、接受器官移植者、愛滋病患者、糖尿病患者和旅行者等。

## 症狀

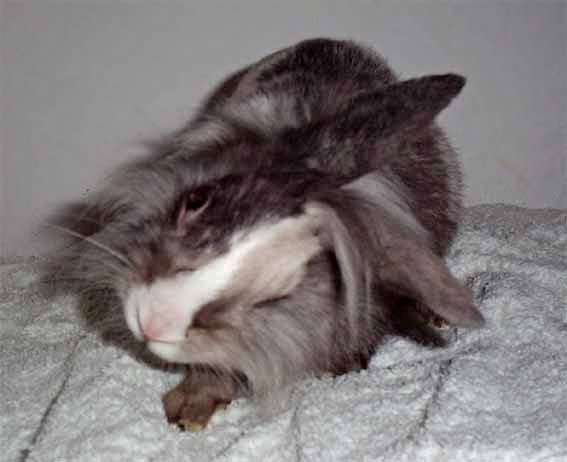
被兔腦炎微孢子蟲感染的兔子

比氏肠细胞虫感染免疫缺乏者時會造成持續性腹瀉、腹痛與體重減輕，在少數案例中感染肺或膽管；感染免疫健全者（一般為旅行者）時則造成為期一月左右的自限性腹瀉。腦炎微孢子蟲屬的微孢子蟲感染免疫缺乏者時初期亦造成腹瀉，但後期會擴散而導致全身感染（比氏肠细胞虫則少有此情況）。